# Игор Тинтор
Игор Тинтор (Београд, 1979) српски је песник и прозни стваралац.

## Биографија
Игор Тинтор рођен је у Београду 25.04.1979. године. Основну и средњу школу завршио је у Београду. Студирао је права на Правном факултету Универзитета у Београду. Његова прва песничка књига "Снови са јаве" издата је 2009. године у издању УСКОР-а, потом исте године издате су његове песничке књиге "Две стране медаље" и "Номад песме" све у издању УСКОР-а. Следеће 2010. године УСКОР издаје песничку књигу "Ишчашење", потом 2013. године пеничку књигу "Лица љубави". Драмско лирски спев "Покајање", историјски еп "Пад Цариграда" и двокњигу која обухвата драмска дела "Драмолети" и прозно дело "Безимени" издао је 2015. године УСКОР. ИП Просвета издаје његову следећу песничку књигу, збирку сонетних венаца и поема "Поезија живота и смрти" 2016. године, његов роман "Пут слепила" такође издаје ИП Просвета 2018. године, као и песничку књигу "Марина", и еписторалну песничку преписку са песникињом Марином Матић "Једно" 2021. године. Удружење књижевника Србије издаје његову песничку књигу "Отац" 2024. године.
Парафраза на извесне стихове из његове четврте збирке песама "Ишчашење" дата је у књизи "Омаж Богдану Поповићу" песника Зорана Ђорђевића - Мида 2010. године у издању Чигоја штампа. Почасни је гост прозне и песничке књиге "Песников мозаик" истог песника са песмом "Дубок уздах" 2012. године, Чигоја штампа. Делови из његовог песничког стваралаштва и мисли дати су у књизи "Српска легенда: мисли учених људи" песника Зорана Ђорђевића - Мида 2016. године, Чигоја штампа. Био је члан комисије Удружења српских књижавника у отаџбини и расејању за награду на међународном конкурсу "Драган Жигић" у категорији најбољи афоризми, кратке приче и епиграми 2010. године као и члан комисије истог удружења за награду на међународном конкурсу "Петар Кнежевић" у истој категорији 2014. године, и песничке награде на међународном конкурсу "Здравко Иванковић" у категорији дечија поезија 2015. године. Написао је осврт песничке књиге јорданског песника, новелисте, преводиоца и оснивача фондације "Foundation for Arts and Culture" палестинског порекла Munira Mezyeda „Destined to be a dream“ – „Писано је да буде сан“ 2023. године.
Песме су му богате лирским, епским и драмским елементима, широке књижевне тематике од љубавне, социјалне, рефлексивне, родољубиве, описне, духовне и драмско лирске поезије, а пише и хаику поезију, као и прозу, есеје, роман, приповетке и кратке приче. Ствара и унутар песничких форми, римовано, сонети и сонетни венци, оде, поеме, еп (спев), као и слободним стихом а повремено и прозном поезијом. Пише и драме.
Члан је Удружења Српских књижевника у отаџбини и расејању – УСКОР. од 2009. године и главни и одговорни уредник свих њихових издања од 2018. године, као и потпредседник удружења, Удружења писаца Србије од 2010. године, члан је и самостални уметник Удружења књижевника Србије од 2017. године.
О њему је писано у књижевним часописима УСКОР-а, Видовдан, Равница] и дневном листу Политика. Књижевник Небојша Ћосић и песник Игор Тинтор написали су осврте на песничку књигу "Преображење" Марине Матић песникиње у издању ИП Просвета 2021. године.
Заступљен је у антологији и више зборника Српске савремене поезије и прозе.

## О прозном и поетском стваралаштву
"Прво је себе почео да изражава кроз поезију, са страшћу и дубином, без задршке, реално осликавајући речима, све боје људске душе кроз себе и ликове разне измишљене и из стварног живота као и околности у којима се налазе. Уз то, описује друштво у целини из угла свог и сваког појединца који је био фокус његовог интересовања понирући кроз свој свет, исписује поезију, свих времена, оно што је суштина сваког бића, лепоту живота, као и бол, суноврат, тугу, депресију услед наметнутих животних околности, осећај кривице, стида, разочарања првих љубави, трагање за местом у свету, као и слављење природе и свих оних који су некако на маргини, потиснути, отуђени. Људи које нико не примећује, не спомиње, не вреднује. Он их види, разапете, очајне, са свим својим борбама унутарњим, као и спољашњим, што се посебно очитава у његовом прозном стваралаштву. Опус је богат, обједињује поезију, драму, роман, приповетке, кратке приче. Кроз интиму ликова слика речима тако јасно и директно, да читаоца увек увуче у срж питања и одговора, а свако ко прође кроз његове песме или прозна дела прође кроз катарзу. Са питањем да ли и како би могао да учини нешто више за овај свет, или за ближњег свог, и да ли је све баш тако као што изгледа или постоји, неки виши ниво којим треба да тежимо, макар толико, ако не, и да спознамо дубину људске патње, не би ли спознали дубину љубави, која невидљиво лебди изнад речи које Игор маестрално сажима у слике.
Колико је ломова душе морао проћи, да би разумео и избистрио све боје кроз маглу падова и посрнућа, а опет за поуку и путоказ читаоцима како изнедрити бисер из муља, како из тмине просијати, охрабрити себе и друге, поставити доброту на прво место, описујући зло у најгорем паду, а све на увид како не треба, и како се из пепела подићи ако човек прође кроз метаноју, и постане нови, виши облик себе.
Исто тако, реално описује, без улепшавања и казне за недела и све њене последице.
У свету који нестаје у похлепи, у својој испраности и испразности, неосвешћености, бесу и злу које хара, материјализму и површним стандардима, чија је мера успех и новац читајући дела Игора Тинтора, буди се вера да ипак има још људскости, душевности, скромности, радости и надасве љубави.
Кроз стихове и прозне странице води нас путем Светла, саосећања, порива истинске дубине и Висине, буђења ка смислу, а све кроз прозор дара, који је на почетку сваког краја и крају сваког почетка, у суштини сваког битисања, један део велике слике, коју осликава одлучно и бритко наш уметник, оним оруђем које му је Створитељ удахнуо а који га води у свим сегментима стварања и живота. — Марина Матић Песникиња.

## [1]Дела
- Снови са јаве[2], УСКОР, Београд (2009. године)
- Две стране медаља[3], УСКОР, Београд (2009. године)
- Номад песме[4], УСКОР, Београд (2009. године)
- Ишчашење[5], УСКОР, Београд (2010. године)
- Лицa љубави[6], УСКОР, Београд (2013. године)
- Покајање[7], УСКОР, Београд (2015. године)
- Пад Цариграда[8], Ауторско издање, Београд (2015. године)
- Драмолети[9], УСКОР, Београд (2015. године)
- Поезија живота и смрти[10], ИП Просвета, Београд (2016. године)
- Пут слепила[11], ИП Просвета, Београд (2018. године)
- Марина[12], ИП Просвета, Београд (2021. године)
- Једно[13], ИП Просвета, Београд (2021. године)
- Отац, Удружења књижевника Србије (2024. године)[14]

## Антологије
1. Антологија[15] УСКОР, УСКОР Београд (2015. године)

## Зборници поезије и прозе
- Сабор књижевног ставаралаштва Србије Ој Србијо, мила мати![16] Београд (2010. године) издавач Књижевни клуб Јован Дучић, 2010. године
- Рудничка врела[17] 2011. : зборник песама издавач Књижевни клуб Момчило Настасијевић, Шабац (2011. године)
- Пешчани трајања[18] УСКОР Београд (2023. године)

## Песничке књиге (гост)
- Омаж Богдану Поповићу[19] Београд 2010. године Чигоја штампа
- Песников мозаик[20] Београд 2012. године Чигоја штампа
- Српске легенде: мисли учених људи[21] Београд 2016. године Чигоја штампа
- Сним и бдим - нови књижевни осврти и афоризми и сабрана дела књижевног стваралаштва[22], УСКОР Београд 2019. године

## Рецензије
- Чаробне речи : песме[23] / Анђела Пантелић, УСКОР, 2015. године Београд : Горапрес
- Пешчаник трајања[18] : зборник радова савремених писаца / [главни и одговорни уредник Игор Тинтор] УСКОР, 2023. године (Београд : Dinex)
- Преображење[24], Марина Матић ИП Просвета 2021. године

## Спољашве везе
- Дневни лист Политика / Хемингвеј као књижевни јунак
- Часопис Равница[мртва веза] / У Ковиљу промовисана фотомонографија села Ковиљ - Записи и слике.
- Maslačak Poezija Univerzuma